# 사도붓꽃족
사도붓꽃족(使徒--族, 학명: Trimezieae 트리메지에아이[*])은 붓꽃아과의 족이다.

## 하위 분류
- 사도붓꽃속(Trimezia Salisb. ex Herb.)
- Deluciris A.Gil & Lovo